# Castle Master
Castle Master è un videogioco di avventura dinamica pubblicato nel 1990 per i computer Amiga, Amstrad CPC, Atari ST, Commodore 64, MS-DOS e ZX Spectrum dalla Domark. È ambientato in un castello fantasy, con visuale in prima persona, da esplorare per salvare un prigioniero, affrontando enigmi, trabocchetti e creature ostili.
Fa parte del gruppo di videogiochi sviluppati dalla Incentive Software con il loro motore grafico tridimensionale Freescape. A partire da questo titolo la Domark stabilì un legame con la Incentive per occuparsi della pubblicazione dei i loro prodotti.
Castle Master fu seguito lo stesso anno da Castle Master II: The Crypt, in pratica una variante dello stesso gioco con un diverso scenario. Fu anche l'ultimo videogioco ufficiale con Freescape, a parte il programma 3D Construction Kit poi utilizzato per produrre giochi non commerciali.
Una conversione di Castle Master per Commodore 16 (con espansione 64k) fu realizzata a livello amatoriale nel 1992.

## Trama
Il protagonista è uno di due fratelli gemelli, principe e principessa, a scelta del giocatore. Sui computer a 16 bit (Amiga, Atari ST e MS-DOS) una scena iniziale mostra l'altro fratello che viene portato via da un'enorme creatura volante. Il gemello rapito è imprigionato in cima a una delle torri del Castello Eternità e dev'essere liberato prima che Magister, il padrone del castello, lo trasformi in uno dei suoi spiriti schiavi. Per trovare il gemello, il protagonista si introduce nel castello, lo esplora, decifra gli indizi e affronta gli spiriti che stanno di guardia. Avrà bisogno di trovare tre pozioni e dieci chiavi.
Il manuale originale include un poema introduttivo in rima scritto da Mel Croucher, disponibile solo in inglese.

## Modalità di gioco
Come i precedenti giochi basati su Freescape, Castle Master è dotato di grafica vettoriale 3D piena, con un numero di poligoni elevato per l'epoca.
Si controlla un personaggio con visuale in prima persona, che può muoversi e ruotare in tutte le direzioni ed è armato di pietre da lancio in quantità illimitata. Queste possono distruggere gli spiriti nemici colpendoli a ripetizione (il combattimento è poco e semplice, infatti il gioco non viene solitamente classificato come sparatutto), ma servono anche a colpire particolari oggetti per attivare dei meccanismi.
La modalità di spostamento si può regolare tra camminare, correre e strisciare, quest'ultima utile per accedere a determinati cunicoli o per guardare sotto elementi bassi. È possibile inoltre alzare e abbassare lo sguardo.
A inizio partita si può scegliere il personaggio uomo o donna, ma non è visibile durante il gioco e non vengono esplicitate le differenze tra i due; tuttavia il manuale lascia intendere che risolvere il gioco con l'uno o l'altra non è esattamente la stessa cosa.
Il gioco consiste nell'aggirarsi per numerosi ambienti, raccogliendo oggetti da utilizzare, affrontando nemici e trabocchetti. L'assortimento di stanze da visitare è molto vario.
Ci sono molti rompicapo da risolvere, fin dall'inizio del gioco, dove bisogna trovare il modo di abbassare il ponte levatoio per entrare nel castello.
Questo è dotato di quattro torri, ciascuna estesa su tre livelli. È fondamentale esplorare e può essere utile disegnarsi una mappa. In particolare per accedere a molte aree si devono trovare le rispettive chiavi, mentre i pentacoli sono indispensabili per accedere a una cripta.
Si può trovare cibo che aumenta la forza e alcune pozioni con effetti vari.
I cartelli forniscono iscrizioni astruse (con testi accreditati a Mel Croucher) che è bene memorizzare perché potranno rivelarsi indizi utili.
Oltre all'obiettivo finale di raggiungere la stanza del prigioniero, si può puntare anche ad accumulare più punteggio, e a tal fine è utile scoprire tesori nascosti.
La visuale è dotata di un cursore che sta sempre al centro e indica la direzione di avanzamento. Nelle versioni a 16 bit (Amiga, Atari ST e MS-DOS) un secondo cursore indipendente e mosso dal mouse si usa per compiere varie azioni sulla scena; nelle versioni a 8 bit (Amstrad, C64 e Spectrum) si può passare da modalità movimento a modalità azione con il cursore centrale che diventa mobile.
Le suddette azioni comprendono lanciare una pietra o fare altre cose che dipendono dal bersaglio inquadrato: leggere iscrizioni, raccogliere chiavi, mangiare o bere, utilizzare oggetti, aprire porte, cercare tesori.
Sui computer a 16 bit altri comandi vengono dati mediante icone, mentre sugli 8 bit in mancanza del mouse è necessario usare numerosi tasti.
Un menù di controllo su schermata separata serve soprattutto per gestire i salvataggi partita e per avere una descrizione delle chiavi rinvenute.
L'interfaccia attorno alla visuale, parzialmente cliccabile sui 16 bit e solo indicativa o decorativa negli altri casi, comprende la scritta Castle Master in alto, due torri ai lati e un pannello di controllo in basso. Sui 16 bit sono cliccabili principalmente due bussole, le finestre di una torre per cambiare modalità di movimento, e la scritta per accedere al menù.
Nel pannello, le bussole sono una per i movimenti (assente su C64 e Spectrum) e l'altra per l'inclinazione verticale dello sguardo. La forza del personaggio è simboleggiata da un bilancere da sollevamento pesi con pesi più o meno voluminosi. Ci sono poi una piccola area per messaggi brevi e per il nome del luogo attuale, una rastrelliera delle chiavi raccolte, una livella che indica il livello di "spiriti" da mantenere basso; questo costituisce un limite di tempo complessivo.
Molte versioni permettono di scegliere le lingue inglese, francese e tedesco per l'interfaccia.

## Accoglienza
Castle Master ricevette quasi sempre ottime valutazioni dalla stampa di settore europea. Veniva caldamente consigliato agli appassionati del genere, essendo comunque un gioco che richiede molta pazienza.
Il motore 3D Freescape appariva sempre valido e più o meno migliorato rispetto ai giochi precedenti, pur presentando ancora rallentamenti nelle situazioni graficamente più complesse, e lentezza generale sulle piattaforme meno potenti. Gli effetti sonori invece potevano essere considerati limitati.

## Castle Master II: The Crypt
Fu prodotto un seguito, Castle Master II: The Crypt, per tutti gli stessi computer del predecessore, pubblicato però soltanto all'interno di raccolte. Apparve inizialmente nel 1990 in un'edizione speciale di Castle Master che include anche The Crypt.
Nel 1991 fu incluso nella raccolta Virtual Worlds: The 3D Game Collection comprendente anche Castle Master, Driller e Total Eclipse.
Il funzionamento del gioco è lo stesso di Castle Master, ma con un nuovo scenario e piccole differenze decorative (come la scritta The Crypt in alto). Si dispone di un solo personaggio non specificato che deve cercare di evadere da una cripta.